# NGC 1511
NGC 1511 ist eine Spiralgalaxie vom Hubble-Typ Sa im Sternbild Kleine Wasserschlange am Südsternhimmel. Sie ist rund 52 Millionen Lichtjahre von der Milchstraße entfernt.
Das Objekt wurde am 2. November 1834 von John Herschel entdeckt.

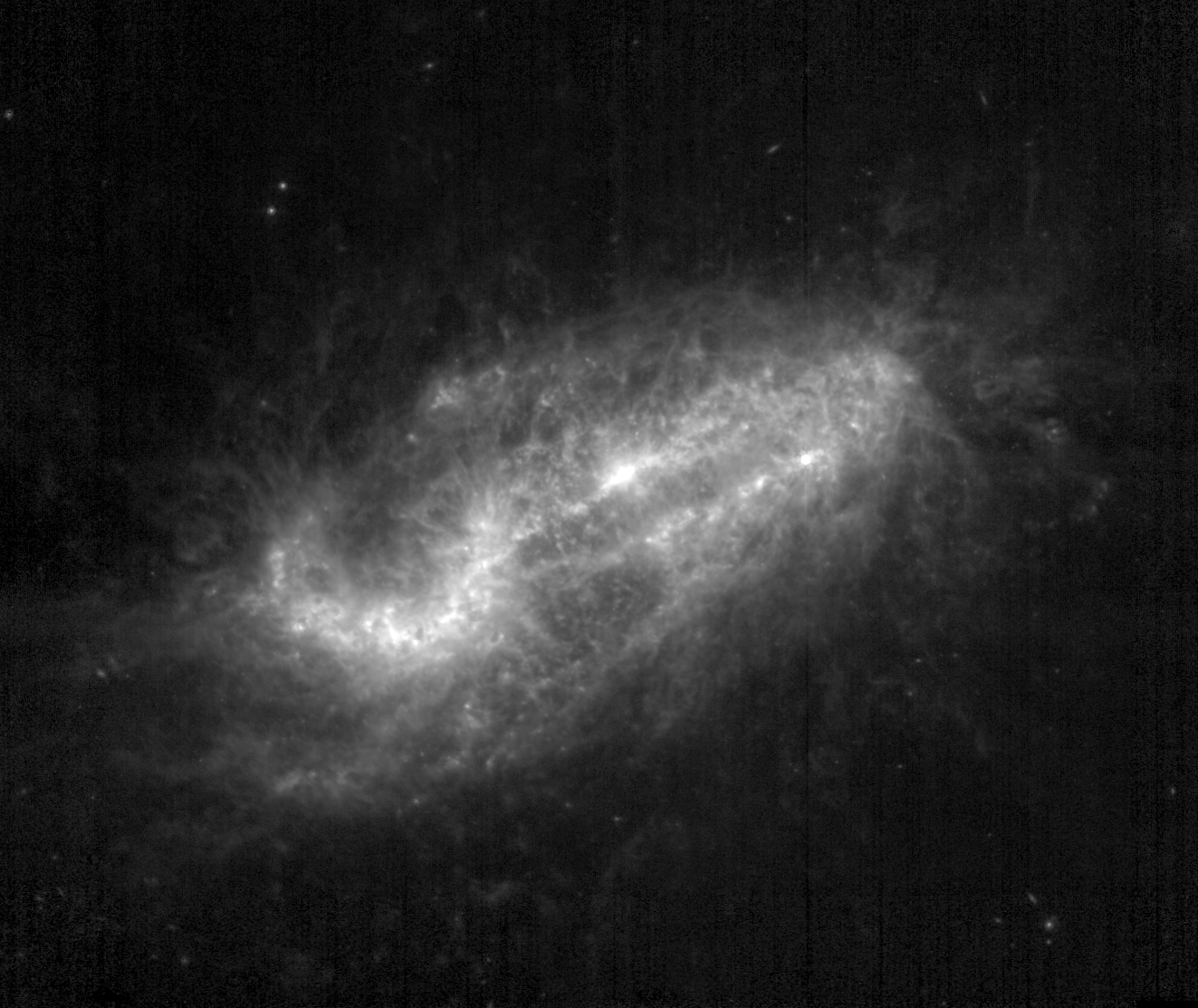
MIRI-Aufnahme des James Webb-Weltraumteleskops
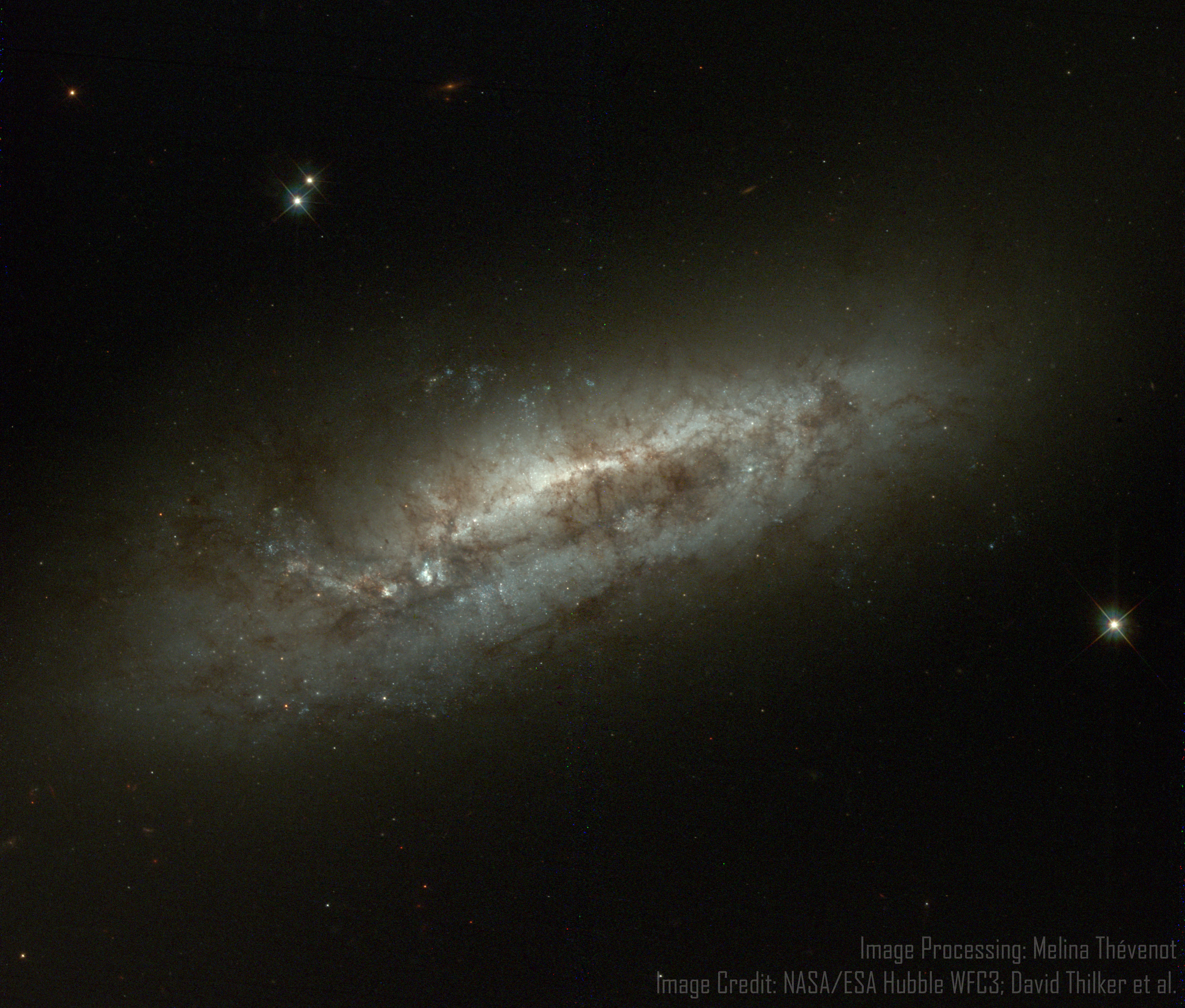
Aufnahme des Hubble-Weltraumteleskops

## NGC 1511-Gruppe (LGG 107)
| Galaxie   | Alternativname | Entfernung/Mio. Lj |
| --------- | -------------- | ------------------ |
| NGC 1511  | PGC 14236      | 52                 |
| NGC 1473  | PGC 13853      | 54                 |
| PGC 14255 | NGC 1511A      | 52                 |